# Эбботсфорд
Эбботсфорд (англ. Abbotsford House) — поместье на юге Шотландии, вблизи города Мелроуз области Скоттиш-Бордерс, построенное знаменитым писателем и поэтом Вальтером Скоттом в 1811—1824 годах. В настоящее время в поместье располагается музей Вальтера Скотта.

## История
В 1811 году Вальтер Скотт приобрёл 100 акров земли на южном берегу реки Туид, некогда принадлежавшие аббатству Мелроуз. На этом месте Скотт приступил к строительству особняка в старошотландском баронском стиле, назвав его Эбботсфорд — по располагавшемуся неподалёку броду через Туид, по которому переходили реку монахи из аббатства.
Скотт скупил и благоустроил окрестные земли, и превратил поместье Эбботсфорд в своеобразный музей средневекового прошлого Шотландии. Особняк был построен по проекту самого Скотта. С потолка замка Стерлинг были скопированы витражи с изображением королей Шотландии, был выстроен фонтан по образцу Эдинбургского Креста, расположенного напротив собора святого Эгидия в Эдинбурге, были созданы алебастровые копии гаргулий аббатства Мелроуз. В поместье были привезены обширная библиотека Вальтера Скотта и коллекции старинных вещей, мебели и оружия, пополнявшиеся на протяжении всей его жизни.
Строительство было завершено в 1824 году. С 1826 года вплоть до своей смерти в 1832 году Вальтер Скотт постоянно жил и работал в Эбботсфорде.
В особняке одним из первых в Великобритании было применено газовое освещение, сохранявшееся в рабочем состоянии вплоть до 1962 года.
В наши дни в поместье Эбботсфорд располагается музей Вальтера Скотта.

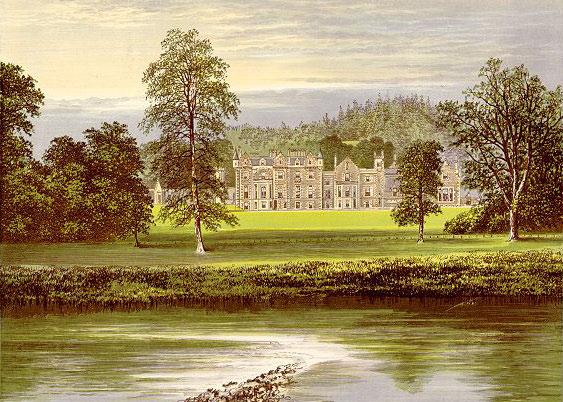
Эбботсфорд в 1880 году
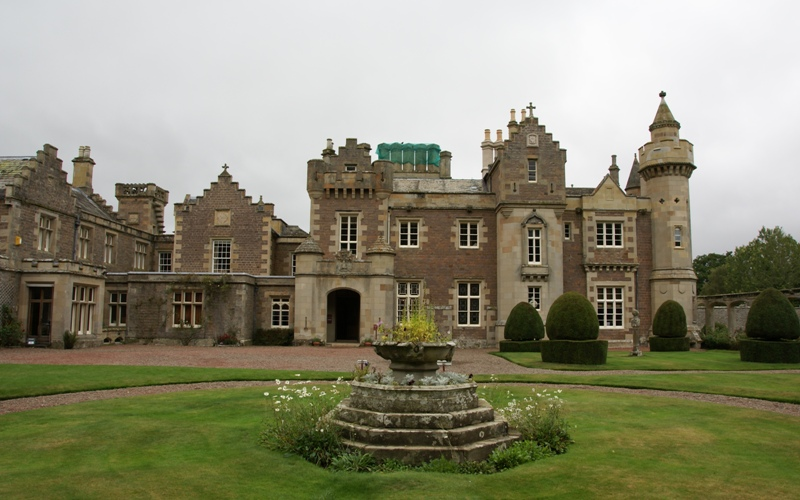
Эбботсфорд